# سيفر

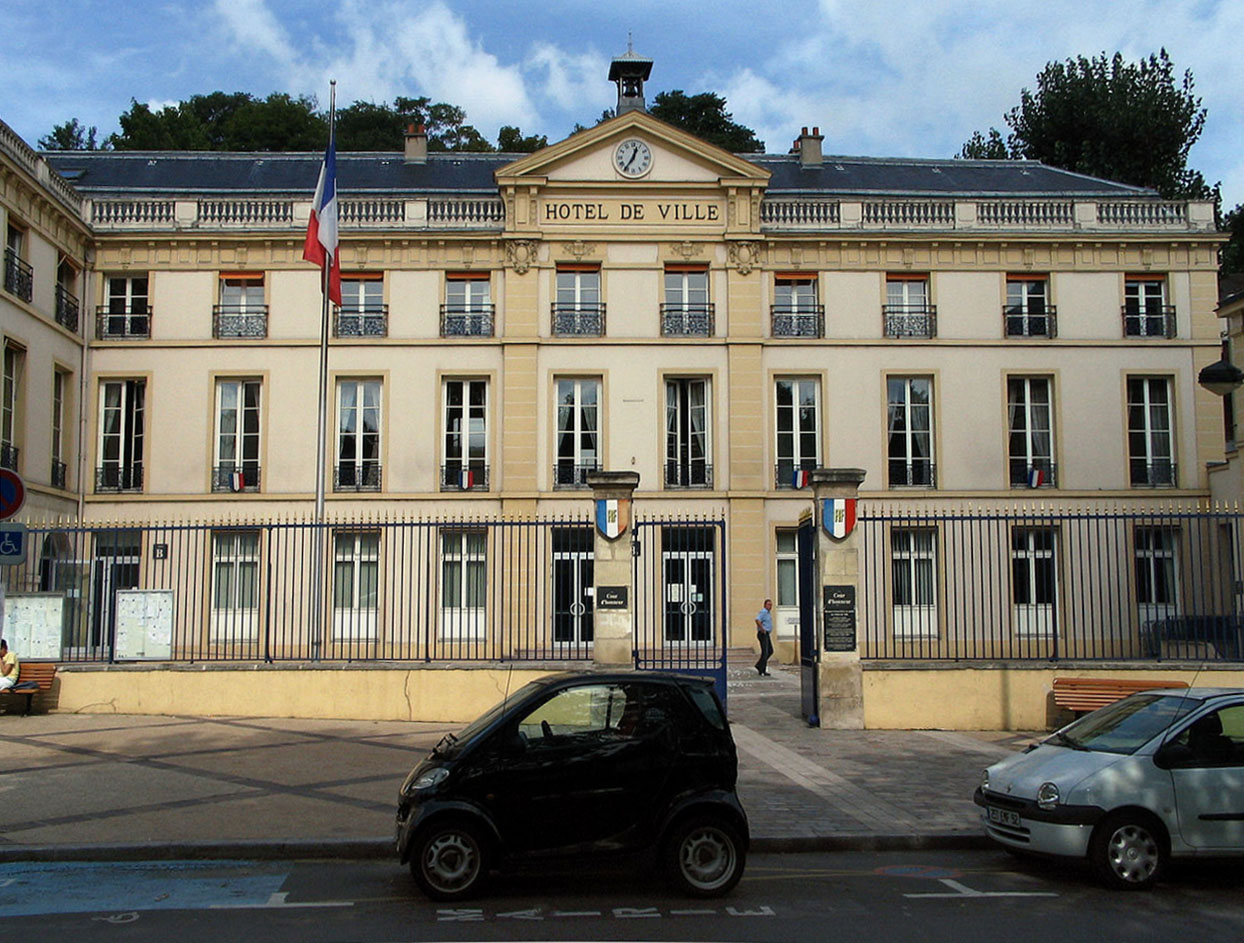
مبنى بلدية سيفر.

سيفر أو سيڨر (بالفرنسية Sèvres) هي بلدية في الضاحية الجنوبية الغربية من العاصمة الفرنسية باريس وتبعد 9,9 كيلومتر عن مركز العاصمة، ويقع سيفر في اقليم هوت دو سين (بالفرنسية Hauts-de-Seine) من منطقة إيل دو فرانس (بالفرنسية Île-de-France)، على ضفاف نهر السين. مساحة سيفر 3,91 كيلومتر مربع وعدد سكانه 23,572 نسمة.
سيڨر مشهور بالخزف المزجج أي البورسلان الذي كان يصنع في المصنع الوطني لسيفر (بالفرنسية Manufacture nationale de Sèvres). عقد في هذا المركز التاريخي معاهدة سيفر في 10 أغسطس / آب 1920 وهو يستخدم حاليا كمركز المكتب الدولي للأوزان والمقاييس.

## المناخ
يظهر الجدول التالي التغييرات المناخية على مدار السنة لسيفر:
| البيانات المناخية لـسيفر     | البيانات المناخية لـسيفر | البيانات المناخية لـسيفر | البيانات المناخية لـسيفر | البيانات المناخية لـسيفر | البيانات المناخية لـسيفر | البيانات المناخية لـسيفر | البيانات المناخية لـسيفر | البيانات المناخية لـسيفر | البيانات المناخية لـسيفر | البيانات المناخية لـسيفر | البيانات المناخية لـسيفر | البيانات المناخية لـسيفر | البيانات المناخية لـسيفر |
| الشهر                        | يناير                    | فبراير                   | مارس                     | أبريل                    | مايو                     | يونيو                    | يوليو                    | أغسطس                    | سبتمبر                   | أكتوبر                   | نوفمبر                   | ديسمبر                   | المعدل السنوي            |
| ---------------------------- | ------------------------ | ------------------------ | ------------------------ | ------------------------ | ------------------------ | ------------------------ | ------------------------ | ------------------------ | ------------------------ | ------------------------ | ------------------------ | ------------------------ | ------------------------ |
| متوسط درجة الحرارة الكبرى °م | 5.8                      | 7.5                      | 10.7                     | 14.2                     | 18.1                     | 21.5                     | 24.0                     | 23.8                     | 20.9                     | 15.9                     | 9.8                      | 6.6                      | 14.9                     |
| المتوسط اليومي °م            | 3.3                      | 4.4                      | 6.8                      | 9.8                      | 13.5                     | 16.7                     | 18.9                     | 18.6                     | 16.0                     | 11.9                     | 6.8                      | 4.1                      | 10.9                     |
| متوسط درجة الحرارة الصغرى °م | 0.7                      | 1.3                      | 3.0                      | 5.3                      | 8.8                      | 11.9                     | 13.8                     | 13.4                     | 11.2                     | 7.9                      | 3.8                      | 1.6                      | 6.9                      |
| الهطول مم                    | 51.9                     | 44.8                     | 50.8                     | 46.6                     | 57.8                     | 50.5                     | 50.1                     | 46.5                     | 52.0                     | 53.2                     | 58.1                     | 53.1                     | 615.4                    |
| متوسط درجة الحرارة الكبرى °ف | 42.4                     | 45.5                     | 51.3                     | 57.6                     | 64.6                     | 70.7                     | 75.2                     | 74.8                     | 69.6                     | 60.6                     | 49.6                     | 43.9                     | 58.8                     |
| المتوسط اليومي °ف            | 37.9                     | 39.9                     | 44.2                     | 49.6                     | 56.3                     | 62.1                     | 66.0                     | 65.5                     | 60.8                     | 53.4                     | 44.2                     | 39.4                     | 51.6                     |
| متوسط درجة الحرارة الصغرى °ف | 33.3                     | 34.3                     | 37.4                     | 41.5                     | 47.8                     | 53.4                     | 56.8                     | 56.1                     | 52.2                     | 46.2                     | 38.8                     | 34.9                     | 44.4                     |
| الهطول إنش                   | 2.04                     | 1.76                     | 2.00                     | 1.83                     | 2.28                     | 1.99                     | 1.97                     | 1.83                     | 2.05                     | 2.09                     | 2.29                     | 2.09                     | 24.23                    |
| متوسط الرطوبة النسبية (%)    | 86                       | 80                       | 76                       | 72                       | 72                       | 71                       | 70                       | 71                       | 77                       | 83                       | 86                       | 86                       | 78                       |
| المصدر: Infoclimat           |                          |                          |                          |                          |                          |                          |                          |                          |                          |                          |                          |                          |                          |

## توأمة
لسيفر اتفاقيات توأمة مع كل من:
- فولفنبوتل
- مونت بروسبكت

## أعلام
- ليون برويون
- دمبا با
- ميشيل كارون
- ديفيد بيليون
- ماري براكيوموند
- جوليس رينارد
- جوليس بلوخ
- أيميه كوتن
- جون بيير فرنان
- كلير برتراند

## وصلات خارجية
- الموقع الر